# Zanthoxylum asiaticum
Zanthoxylum asiaticum es una especie de planta fanerógama perteneciente a la familia Rutaceae. Es una enredadera leñosa (liana) y da frutos que poseen un sabor que se asemeja al de una cruza entre una naranja y un limón, aunque son mucho más pequeños que estas frutas.

## Descripción
Puede alcanzar una altura de 10 m en los bosques, ya que utiliza otros árboles como soporte. Los tallos corchosos están cubiertos con espinas nudosas y son de color amarillo cuando se cortan. Las atractivas hojas trifoliadas brillantes son de color verde claro a verde oscuro y son extremadamente aromáticas, con olor a limón cuando se trituran. Las ramas están cubiertas de pequeñas espinas curvadas. Las pequeñas flores de color amarillo verdoso aparecen en primavera y la planta continúa floreciendo hasta principios de otoño.
El fruto de Zanthoxylum asiaticum es una baya globosa, que mide de 5 a 7 mm de diámetro y es anaranjado cuando está maduro.

## Distribución y hábitat
Esta especie habita en bosques cerca de ríos o arroyos. Crece bastante bien en suelos arcillosos. En Sudáfrica su distribución natural se encuentra en la ladera sur de Zoutpansberg y al sur de Suazilandia. También crece más al norte en África tropical, Asia y Madagascar.

## Usos
La fruta es utilizada por los masái como remedio para la tos y las raíces en el tratamiento de la indigestión y la gripe. Las hojas se usan para enfermedades pulmonares y reumatismo. En Madagascar, la raíz y su corteza se han utilizado como remedio para la fiebre, la malaria, el cólera, la diarrea y el reumatismo. En la India se extrae un tinte amarillo de las raíces (llamado López root) y la corteza de la raíz se usa medicinalmente como  tónico y para dolencias estomacales.

## Taxonomía
La especie fue descrita inicialmente como Paullinia asiatica por Carlos Linneo y publicada en Species Plantarum 1: 365, en 1753, hoy en día es tanto un sinónimo como el basónimo de esta. Más adelante, sería transferida al género Toddalia por Jean-Baptiste Lamarck en Tableau Encyclopédique et Methodique ... Botanique 2: 116, en 1797, nombre científico que también es un sinónimo actualmente; y ulteriormente sería transferida al género Zanthoxylum por Marc S. Appelhans, Milton Groppo y Jun Wen en Molecular Phylogenetics and Evolution 126: 43, en 2018.

#### Etimología
Véase: Zanthoxylum
asiaticum: epíteto geográfico que alude a su localización en Asia.